# A. J. Kazinski
A. J. Kazinski ist das Pseudonym des dänischen Autorenduos Anders Rønnow Klarlund (geboren 1971) und Jacob Weinreich (geboren 1972).

## Werke
- Die Auserwählten. Heyne, 2010, ISBN 978-3-453-40907-1. (dänisch: Den sidste gode mand.)
- Der Schlaf und der Tod. Heyne, 2013, ISBN 978-3-453-43796-8. (dänisch: Søvnen og døden.)
- Todestrank. Heyne Verlag, 2016, ISBN 978-3-453-27070-1. (Originaltitel: Den genfødte morder)